# 303 Josephina
Josephina (định danh hành tinh vi hình: 303 Josephina) là một tiểu hành tinh lớn ở vành đai chính.
Ngày 12 tháng 2 năm 1891, nhà thiên văn học người Ý Elia Millosevich phát hiện tiểu hành tinh Josephina khi ông thực hiện quan sát ở Roma và đây cũng là tiểu hành tinh đầu tiên trong số hai tiểu hành tinh do ông phát hiện, tiểu hành tinh thứ hai do ông phát hiện là 306 Unitas.

Sơ đồ quỹ đạo của 303 Josephina
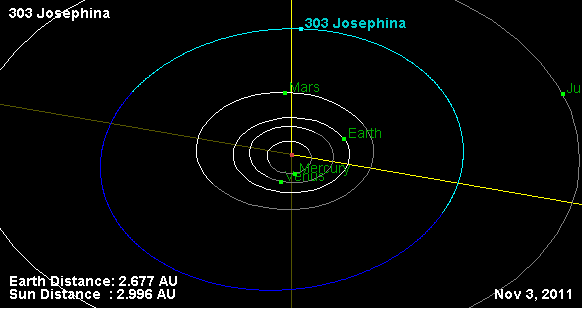